# Maureen Duffy
Pour les articles homonymes, voir Duffy.
Maureen Duffy, née le 21 octobre 1933 à Worthing, est une romancière, une dramaturge et un poète britannique. Elle est lauréate de la Benson Medal en 2004.
Elle est l'une des premières femmes à affirmer publiquement son homosexualité au Royaume-Uni.

## Biographie
Maureen Patricia Duffy naît le 21 octobre 1933 à Worthing, dans le Sussex de l'Ouest, en Angleterre. Son père, un Irlandais, quitte le foyer familial alors qu'elle est encore un nourrisson. Sa mère, une Anglaise, meurt quinze ans plus tard,. 
Après des études de langue et littérature anglaises au King's College de Londres, dont elle sort diplômée en 1956, elle enseigne à Naples puis à Londres.
Elle se consacre à plein temps à l'écriture à partir de 1961, après que Granada Television la charge d'écrire le scénario d'une série, Josie. 
Elle est l'auteur de neuf recueils de poèmes et de nombreux romans, notamment des romans à thématique homosexuelle tels que The Microcosm en 1966, Wounds en 1969 et Londoners en 1983. Elle écrit par ailleurs régulièrement dans la revue lesbienne Sappho (en) dans les années 1970.  
Elle est également l'auteur d'une biographie de référence d'Aphra Behn. 

## Distinction
- 2004 : Benson Medal[4]

## Publications
- (en) Capital: a fiction, Londres, Jonathan Cape Ltd, 1975, 200 p. (ISBN 978-0224011631)[5]
- (en) Occam's Razor, New-York, Flamingo, 1993, 278 p. (ISBN 978-0006547235)[6]

- (en) Alchemy, New-York, Harper Perennial, 2005, 400 p. (ISBN 978-0007149667)[7]
- (en) In Times Like These, Londres, Jonathan Clowes Ltd, 2013, 224 p. (ISBN 978-0957602021)[8]